# マルティニーク地震 (2007年)
2007年マルティニーク地震（英語: 2007 Martinique earthquake）は2007年11月29日15:00:19（現地時間）、ウィンドワード諸島のマルティニーク海峡を襲った地震。マルティニークのフォール＝ド＝フランスを震央とする、マグニチュード7.4の地震である。
地震はマルティニーク、ドミニカ国、セントルシア、グアドループ、モントセラト、アンティグア、セントクリストファー・ネイビス、イギリス領ヴァージン諸島、アメリカ領ヴァージン諸島、プエルトリコで強く感じられた。マルティニーク、ドミニカとグアドループで停電が起きた。それ以外のカリブ海東部諸島、すなわち北のプエルトリコから南のトリニダード・トバゴまでも感じることができ、ベネズエラ、ガイアナ、フランス領ギアナ、スリナムなど南米北部でも感じることができた。ベネズエラのカラカスでは人々がオフィスビルから避難した。マルティニークとドミニカではEMS98スケールの震度VIからVIIに達した。
地震の周辺地域では南アメリカプレートがカリブプレートの下に沈み込んでいるが、地震は南アメリカプレート内に起きており、プレートが緩やかにずれている結果である圧力によるものだった。